# Gleasonia prancei
Gleasonia prancei är en måreväxtart som beskrevs av Boudewijn Karel Boom. Gleasonia prancei ingår i släktet Gleasonia och familjen måreväxter. Inga underarter finns listade i Catalogue of Life.